# Relaciones Brasil-Corea del Sur
Las relaciones Brasil-Corea del Sur comprenden las relaciones actuales e históricas entre Brasil y Corea del Sur. Brasil cuenta con una embajada en Seúl, mientras que Corea del Sur tiene una embajada en Brasilia y un consulado general en São Paulo.
Según una encuesta del BBC World Service de 2011, el 68% de los surcoreanos ven la influencia de Brasil de manera positiva, y el 19% la ve de manera negativa, la percepción más favorable de Brasil para cualquier país asiático encuestado.